# Toponimia de Australia

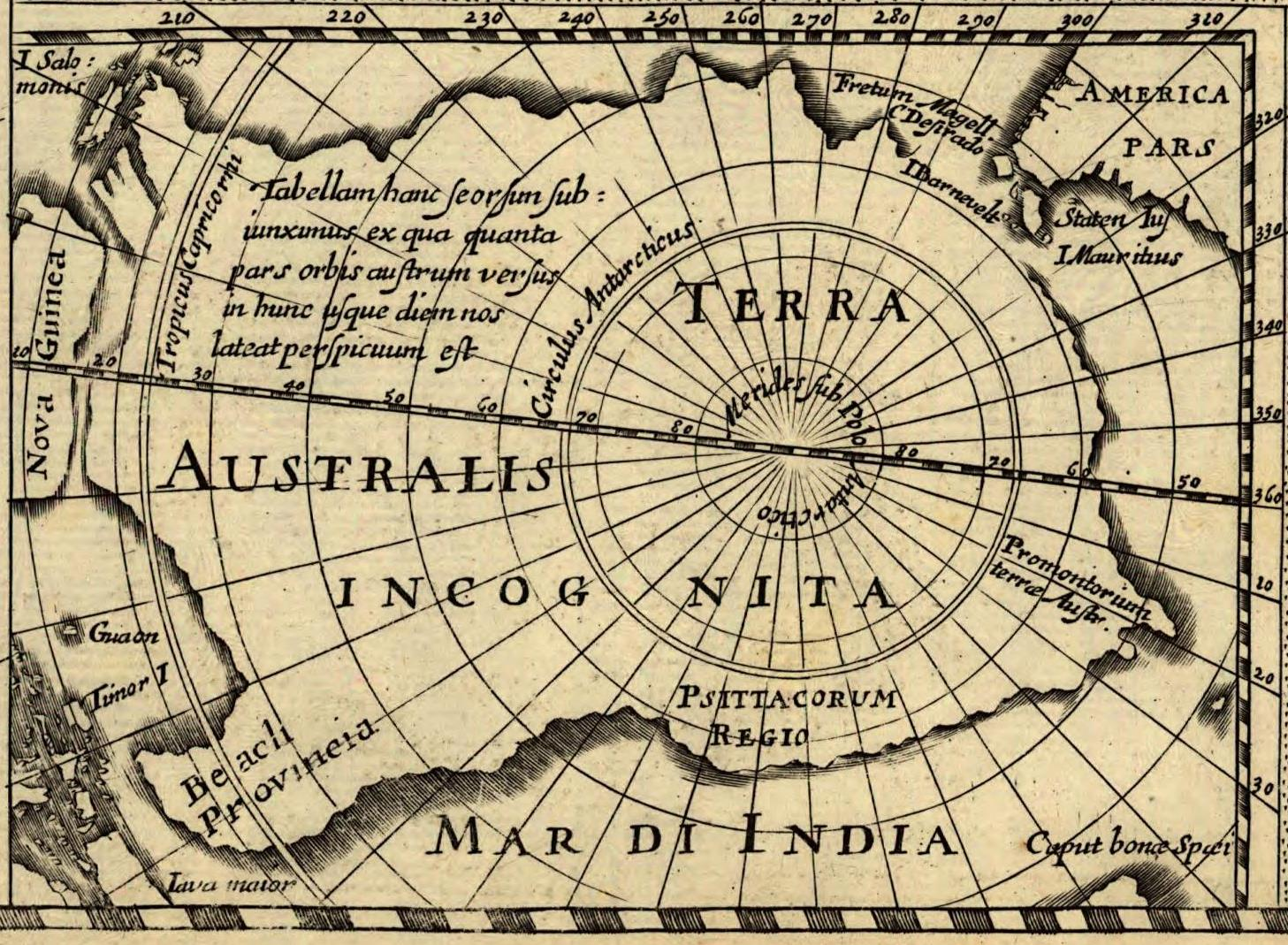
Mapa de 1618 que incluye al continente imaginario Terra Australis Incognita. Antes de las expediciones del explorador holandés Abel Tasman en 1644, cuando los europeos empezaron a visitar y cartografiar el territorio australiano, éste prometía ser la parte templada de esas tierras.

El nombre Australia (pronunciado  /ɒs'treɪljə/ en inglés australiano) deriva del latín Australis, que significa «sur», y concretamente de la hipotética Terra Australis postulada en la geografía premoderna. El nombre fue popularizado por el explorador Matthew Flinders a partir de 1804, y es de uso oficial desde 1817, en sustitución de «Nueva Holanda», traducción al castellano del nombre holandés, dado por primera vez por Abel Tasman en 1643 como nombre del continente.

## Australia

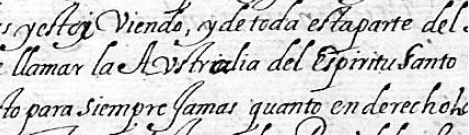
Austrialia fue alterada o «corregida» a Australia a lo largo del tiempo (se muestra un ejemplo).

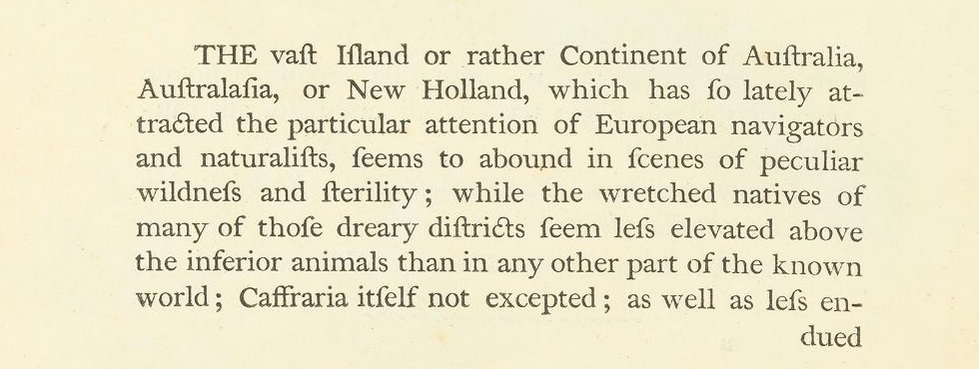
El nombre de Australia se aplicó específicamente al continente por primera vez en 1794.

El nombre de Australia se ha aplicado a dos continentes. Originalmente, se aplicaba al continente polar sur, o sexto continente, ahora conocido como Antártida. El nombre es una forma abreviada de Terra Australis, que era uno de los nombres dados a la masa de tierra imaginada (pero no descubierta) que se creía rodeaba el polo sur. El primer uso conocido del nombre Australia en latín se remonta a 1545, cuando la palabra aparece en una ilustración xilográfica del globo terráqueo titulada «Esfera de los vientos» contenida en un libro de texto astrológico publicado en Fráncfort. En el siglo XIX, el nombre Australia se reasignó a Nueva Holanda, el quinto continente. A partir de entonces, el continente polar sur permaneció sin nombre durante unos ochenta años, hasta que se acuñó el nuevo nombre Antártida.
En los mapamundis del siglo XV aparecía una tierra al sur denominada Terra Australis, aunque no se basaba en ningún estudio topográfico real de tal masa terrestre, sino más bien en la hipótesis de que los continentes del hemisferio norte debían equilibrarse con las tierras del sur. Esta teoría de la tierra equilibrada aparece ya en el siglo V en los mapas de Macrobio.
La primera utilización como topónimo de un nombre similar, aunque sin relación con Australia, ocurrió durante la expedición española del portugués Pedro Fernández de Quirós, quien descubrió el archipiélago de las Nuevas Hébridas (actual Vanuatu) en 1606, cuya isla mayor fue denominada Austrialia del Espíritu Santo, nombre que el propio Quirós escogió en referencia a la fiesta del Espíritu Santo y, en menor medida, a la Casa de Austria (Austria con el sufijo de pertenencia «-lia»), a la cual pertenecía el monarca español. El documento en inglés más antiguo que contiene la palabra Austrialia data de 1625. Se trata de A note of Austrialia del Espíritu Santo, written by Sir Richard Hakluyt, publicado por Samuel Purchas en Hakluytus Posthumus, que hace referencia a la mencionada isla del archipiélago descubierto por Quirós. La forma adjetival neerlandesa Australische se utilizó en un libro neerlandés de historia sobre Batavia (Yakarta) en 1638, para referirse a las tierras recién descubiertas al sur.
El nombre de Australia se aplicó específicamente al continente por primera vez en 1794, cuando los botánicos George Shaw y Sir James Smith escribieron sobre «la vasta isla, o más bien continente, de Australia, Australasia o Nueva Holanda» en su obra de 1793 Zoology and Botany of New Holland, y James Wilson lo incluyó en una carta de 1799.
El nombre de Australia fue popularizado por el explorador Matthew Flinders, que presionó para que se adoptara formalmente ya en 1804. Su mecenas, Sir Joseph Banks, le convenció para que, al preparar el manuscrito y las cartas de su diario de viaje A Voyage to Terra Australis (1814), utilizara el término Terra Australis por ser el más familiar para el público. Flinders así lo hizo, y publicó el siguiente razonamiento:

No hay ninguna probabilidad de que se encuentre en una latitud más meridional otra masa de tierra separada, de extensión casi igual; el nombre Terra Australis seguirá siendo, por lo tanto, descriptivo de la importancia geográfica de este país y de su situación en el globo: tiene antigüedad para recomendarlo; y, al no tener referencia a ninguna de las dos naciones reclamantes, parece ser menos objetable que cualquier otro que pudiera haber sido seleccionado.

En la nota a pie de página Flinders escribió:

Si me hubiera permitido alguna innovación en el término original, habría sido convertirlo en AUSTRALIA, por ser más agradable al oído y una asimilación a los nombres de las otras grandes porciones de la Tierra.

La primera vez que parece que se utilizó oficialmente el nombre de Australia fue en un despacho a Lord Bathurst de 4 de abril de 1817 en el que el gobernador Lachlan Macquarie acusa recibo de las cartas de Australia del capitán Flinders. El 12 de diciembre de 1817, Macquarie recomendó a la Oficina Colonial su adopción oficial. En 1824, el Almirantazgo acordó que el continente se conociera oficialmente como Australia.

## La Mancomunidad de Australia
El país soberano Australia, formado en 1901 por la federación de las seis colonias británicas, se conoce oficialmente como la Mancomunidad de Australia (en inglés: Commonwealth of Australia), abreviada en la Commonwealth of Australia Constitution Act, el acta que oficializó la federación, y en la Constitución de Australia como «la Mancomunidad». El término «mancomunidad» («commonwealth») fue preferido sobre otras opciones por una mayoría sustancial de los delegados en la convención constitucional de 1891, transmitiendo el mensaje de que «las [seis colonias] no se unían en un solo país por miedo o tras una guerra, sino por el bien común».

## Otros nombres
Los nombres coloquiales de Australia incluyen «Oz» y «Land Down Under» («la tierra de abajo»), normalmente abreviado como «Down Under». Otros epítetos son «Great Southern Land» («la gran tierra del sur»), «The Land of the Long Weekend» («la tierra del fin de semana largo»), «Lucky Country» («el país suertudo», del libro homónimo), «Straya» (una interpretación humorística de la pronunciación australiana del nombre del país), «Sunburnt Country» («el país quemado por el sol») y «Wide Brown Land» («la amplia tierra marrón»). Los dos últimos proceden del poema de Dorothea Mackellar de 1908 titulado My Country (Mi país).